# Никола-Козлево (община)
Никола-Козлево (болг. Община Никола Козлево) — община в Болгарии. Входит в состав Шуменской области. Население составляет 8939 человек (на 21.07.05 г.).

## Состав общины
В состав общины входят следующие населённые пункты:
1. Векилски
2. Вылнари
3. Каравелово
4. Красен-Дол
5. Крива-Река
6. Никола-Козлево
7. Пет-Могили
8. Ружица
9. Хырсово
10. Цани-Гинчево
11. Церквица

1. ↑  НСИ Националният регистър на населените места (болг.)